# Conluio
Conluio (do latim collūdĭum,ĭi: 'jogo, entendimento, combinação')  ou colusão (do latim collusĭo,ōnis: 'conluio', de colludĕre, 'jogar com') é um  ajuste ou combinação maliciosa ajustada entre duas ou mais pessoas, com o objetivo de enganarem uma terceira pessoa, ou de se furtarem ao cumprimento da lei.

## Economia
Em economia, "conluio" refere-se ao acordo em que duas ou mais empresas de um dado mercado definem que cada uma atuará da maneira combinada com a finalidade de que cada uma delas controle uma determinada porção do mercado em que operam, impedindo o ingresso de outras empresas, à maneira de um monopólio.
Segundo o modelo de competição de Bertrand, quando o acordo se rompe, inicia-se uma queda de preços,  até ser atingido o equilíbrio de Nash, no ponto de concorrência perfeita.